# Powiat ostrzeszowski

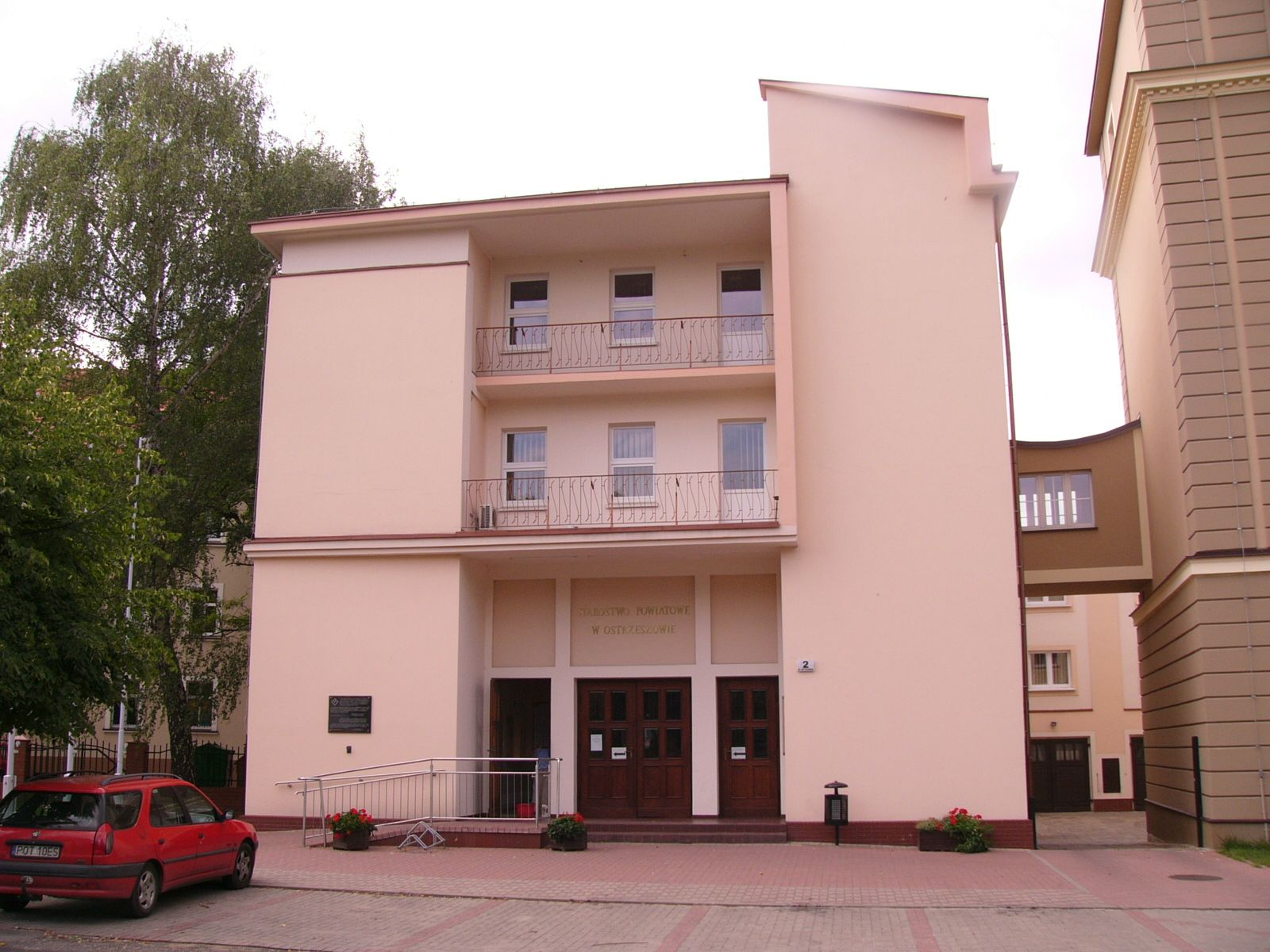
Starostwo powiatowe w Ostrzeszowie

Powiat ostrzeszowski – powiat w Polsce (województwo wielkopolskie), reaktywowany w 1999 roku w ramach reformy administracyjnej. Jego siedzibą jest miasto Ostrzeszów.
Według danych z 31 grudnia 2019 roku powiat zamieszkiwało 55 500 osób. Natomiast według danych z 30 czerwca 2020 roku powiat zamieszkiwało 55 436 osób.

## Podział administracyjny
W skład powiatu wchodzą:
- gminy miejsko-wiejskie: Grabów nad Prosną, Mikstat, Ostrzeszów
- gminy wiejskie: Czajków, Doruchów, Kobyla Góra, Kraszewice
- miasta: Grabów nad Prosną, Mikstat, Ostrzeszów

## Historia
Za początek historii powiatu można uznać moment umieszczenia w Ostrzeszowie przez Kazimierza Wielkiego siedziby starostwa grodowego. Obszar podległy staroście ostrzeszowskiemu z czasem powiększył się także o tereny wokół Grabowa nad Prosną i Mikstatu (po likwidacji starostwa grabowskiego). Tereny te w czasie kongresu wiedeńskiego zostały przyznane Prusom. Z części powiatu ostrzeszowskiego (z Bolesławcem i Wieruszowem), która pozostała w Królestwie Polskim, utworzono powiat ostrzeszowski województwa kaliskiego z siedzibą w Wieruszowie.
W wyniku reorganizacji podziału administracyjnego w państwie pruskim utworzono 1 stycznia 1818 nowy Powiat Ostrzeszowski (Kreis Schildberg), który mimo germanizacji w 1900 roku zamieszkiwało 90% Polaków.
Po pierwszej wojnie światowej Powiat Schildberg znalazł się w granicach Polski i zostałp przeksztłcony w polski powiat ostrzeszowski.
23 czerwca 1920 do powiatu ostrzeszowskiego włączono część śląskiego powiatu sycowskiego (Groß Wartenberg) z Niemiec:
- gminy jednostkowe: Frużów (niem. Fruschof), Mąkoszyce (niem. Mangschütz), Niwki Kraszowskie (niem. Kraschen-Niefken; d. pol. Niwki Krasne), Niwki Książęce (niem. Fürstlich Niefken) i Rybin (niem. Rippin; d. pol. Rypeń),
- obszary dworskie: Mąkoszyce (niem. Mangschütz) i Rybin (niem. Rippin; d. pol. Rypeń).

Ostatecznie do powiatu Groß Wartenberg i Niemiec powróciła gmina Niwki Kraszowskie (niem. Kraschen-Niefken) z powiatu ostrzeszowskiego.
Powiat ostrzeszowski zniesiono 1 kwietnia 1932, włączając go do powiatu kępińskiego.
Powiat ostrzeszowski został reaktywowany 1 października 1954 roku w województwie poznańskim, jako jeden z pierwszych powiatów utworzonych tuż po wprowadzeniu gromad w miejsce dotychczasowych gmin (29 września 1954) jako podstawowych jednostek administracyjnych PRL. Na powiat ostrzeszowski złożyły się 3 miasta i 20 gromad, które wyłączono z trzech ościennych powiatów (w praktyce gromady te należały do tych powiatów przez zaledwie dwa dni):
- z powiatu kępińskiego (woj. poznańskie):
  - miasta Ostrzeszów i Grabów nad Prosną
  - gromady Bobrowniki, Bukownica, Doruchów, Grabów nad Prosną, Kaliszkowice Kaliskie, Kobylagóra[10], Kuźnica Myślniewska, Morawin, Niedźwiedź, Parzynów, Rogaszyce, Rojów, Siedlików i Torzeniec
- z powiatu ostrowskiego (woj. poznańskie):
  - miasto Mikstat
  - gromada Mikstat
- z powiatu wieluńskiego (woj. łódzkie):
  - gromady Dębicze, Czajków, Kraszewice, Kuźnica Grabowska i Mielcuchy (zmiana przynależności wojewódzkiej)

1 stycznia 1956 do powiatu ostrzeszowskiego przyłączono z powiatu ostrowskiego gromadę Szklarka Przygodzicka, a z powiatu kępińskiego gromadę Mąkoszyce.
Po zniesieniu gromad i reaktywacji gmin z dniem 1 stycznia 1973 roku powiat ostrzeszowski podzielono na 3 miasto i 6 gmin:
- miasta Grabów nad Prosną, Mikstat i Ostrzeszów
- gminy Doruchów, Grabów nad Prosną, Kobyla Góra, Kuźnica Grabowska (po niecałym miesiącu zniesiona)[13], Mikstat i Ostrzeszów

Po reformie administracyjnej obowiązującej od 1 czerwca 1975 roku terytorium zniesionego powiatu ostrzeszowskiego włączono do nowo utworzonego województwa kaliskiego. 1 października 1982 roku z części obszaru gminy Grabów nad Prosną utworzono gminę Czajków a 1 stycznia 1984 roku, również z gminy Grabów wyodrębniono gminę Kraszewice (obie gminy istniały też przejściowo od 21 września 1953 do 28 września 1954 w powiecie wieluńskim, województwie łódzkim).
Wraz z reformą administracyjną z 1999 roku przywrócono w województwie wielkopolskim powiat ostrzeszowski o kształcie przybliżonym do granic z 1975 roku. Powiat powiększył się administracyjnie (lecz nie terytorialnie) o reaktywowane w latach 80. gminy Czajków i Kraszewice, natomiast dawna gmina Kuźnica Grabowska nie została odtworzona. Inną różnicą między dzisiejszym powiatem a tym z 1975 roku było połączenie miast Grabów nad Prosną, Mikstat i Ostrzeszów z jednoimiennymi gminami 1 stycznia 1992 roku we wspólne gminy miejsko-wiejskie.

## Demografia

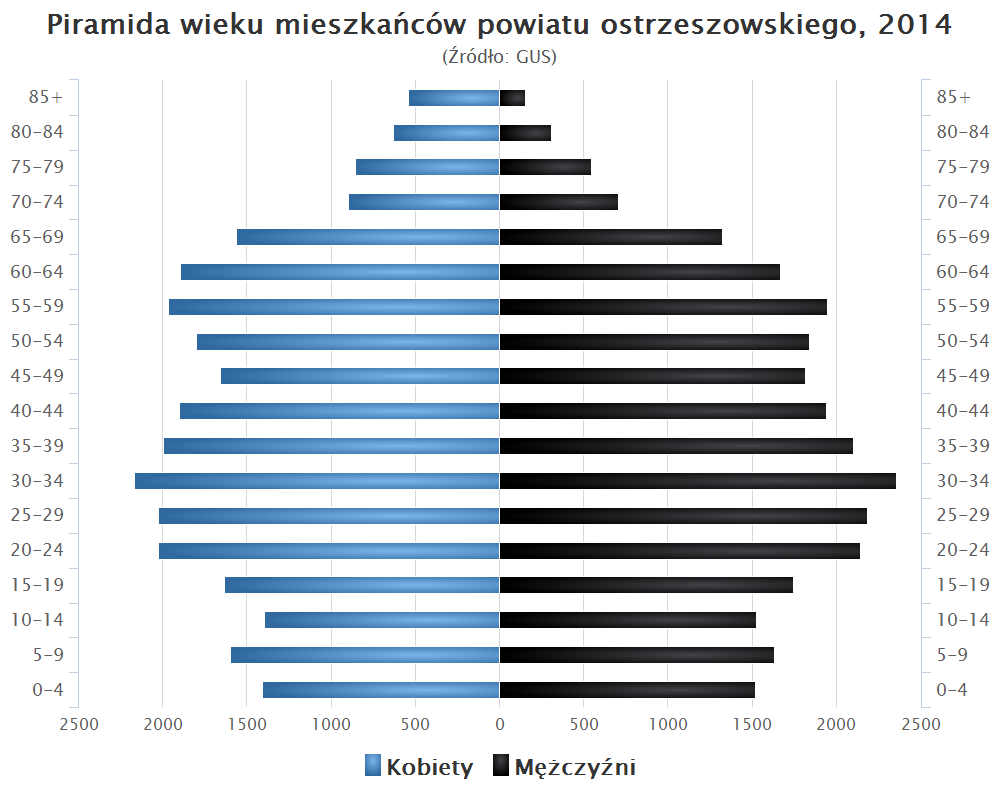
Piramida wieku mieszkańców powiatu ostrzeszowskiego w 2014 roku

Liczba ludności (dane z 30 czerwca 2005):
|        | Ogółem | Ogółem | Kobiety | Kobiety | Mężczyźni | Mężczyźni |
| osób   | %      | osób   | %       | osób    | %         |           |
| ------ | ------ | ------ | ------- | ------- | --------- | --------- |
| Ogółem | 54 374 | 100    | 27 543  | 50,65   | 26 831    | 49,35     |
| Miasto | 18 321 | 33,69  | 9585    | 17,63   | 8736      | 16,07     |
| Wieś   | 36 053 | 66,31  | 17 958  | 33,03   | 18 095    | 33,28     |

▶Wieś vs ▶miasto
Ogółem (▶k, ▶m)
Miasto (▶k, ▶m)
Wieś (▶k, ▶m)

## Zabytki

### Zamki, pałace i dwory
- ruiny zamku w Ostrzeszowie
- dwór w Grabowie nad Prosną
- Ruiny zamku w Torzeńcu

### Kościoły i klasztory
Najciekawsze kościoły i klasztory powiatu ostrzeszowskiego:
- klasztor pobernardyński w Ostrzeszowie
- kościół św. Mikołaja w Ostrzeszowie
- kościół parafialny w Ostrzeszowie
- kościół w Kobylej Górze
- kościół w Kotłowie
- kościół św. Rocha w Mikstacie
- kościół św. Andrzeja w Siedlikowie
- kościół św. Trójcy w Mikstacie
- kościół pofranciszkański w Grabowie nad Prosną
- klasztor pofranciszkański w Grabowie nad Prosną
- kościół św. Stanisława Kostki w Doruchowie
- kościół św. Filipa i Jakuba w Bukownicy
- kościół św. Anny w Niedźwiedźu

### Ratusze
- ratusz w Ostrzeszowie

## Przyroda
- Stawy Rybińskie
- Wzgórza Ostrzeszowskie
- Źródliska Złotnicy
- Obszar Chronionego Krajobrazu Dolina Prosny i Kotlina Grabowska
- Obszar Chronionego Krajobrazu Wzgórza Ostrzeszowskie i Kotlina Odolanowska
- Rezerwat przyrody Pieczyska (leśny)
- Rezerwat przyrody Jodły Ostrzeszowskie (leśny)

Na terenie powiatu ostrzeszowskiego użytki rolne zajmują 55%, lasy 32%, grunty i wody 9%

## Gospodarka
Środkowa część powiatu, z Ostrzeszowem, wchodzi w skład Kalisko-Ostrowskiego Okręgu Przemysłowego.
Poza przemysłem, najważniejszą rolę odgrywa turystyka (Wzgórza Ostrzeszowskie) oraz rolnictwo (w dolinie Prosny) i leśnictwo.
W końcu września 2019 liczba zarejestrowanych bezrobotnych w powiecie ostrzeszowskim obejmowała ok. 1 tys. mieszkańców, co stanowi stopę bezrobocia na poziomie 3,9% do aktywnych zawodowo.

## Transport
Przez powiat przebiegają linie kolejowe:
- Ostrów Wielkopolski – Ostrzeszów – Katowice
- Ostrzeszów – Grabów nad Prosną – Namysłaki (nieczynna)

oraz drogi krajowe i wojewódzkie:
- Droga ekspresowa S8 Wrocław – Łódź – Warszawa
- DK11 Kołobrzeg – Poznań – Bytom
- DK25 Bobolice – Bydgoszcz – Kalisz – Oleśnica
- DW444 Krotoszyn – Ostrzeszów
- DW447 Antonin – Mikstat – Grabów nad Prosną
- DW449 Syców – Ostrzeszów – Błaszki
- DW450 Kalisz – Wieruszów – Opatów

## Sąsiednie powiaty
- kępiński
- ostrowski
- kaliski
- sieradzki (łódzkie)
- wieruszowski (łódzkie)
- oleśnicki (dolnośląskie)